# Force of Habit
Force Of Habit es el quinto álbum de la banda de thrash metal Exodus. Las canciones son una desviación del estilo de thrash metal de Exodus, más lentas y más experimentales. Muchos de los títulos de las canciones son las figuras de dicción.

## Informaciòn sobre el álbum
Es última versión de Exodus en 1997 hasta su disco en directo Another Lesson In Violence y también es su último álbum de estudio hasta el año 2004 de Tempo of the Damned.
Este es el último álbum de Exodus para ofrecer John Tempesta a la batería y también es su único disco para ofrecer Mike Butler en el bajo.
Es el único lanzamiento de la banda sin el filo dentado "Exodus", logo que había aparecido en todas las versiones anteriores y posteriores de la banda.
Fue reeditado en 2008 en una edición limitada para asemejarse a la edición en vinilo original, incluyendo la funda interior. Esta versión fue remasterizado e incluye los bonus tracks de la versión japonesa.

## Lista de canciones
| N.º   | Título                                        | Duración |  |
| 1.    | «Thorn in My Side (Souza, Holt)»              | 4:06     |  |
| 2.    | «Me, Myself & I (Rick Hunolt, Gary Holt)»     | 5:03     |  |
| 3.    | «Force of Habit (Souza, Holt)»                | 4:19     |  |
| 4.    | «Bitch (Jagger, Richards)»                    | 2:48     |  |
| 5.    | «Fuel for the Fire (Souza, Holt)»             | 6:04     |  |
| 6.    | «One Foot in the Grave (Gary Holt)»           | 5:19     |  |
| 7.    | «Count Your Blessings (Hunolt, Holt)»         | 7:31     |  |
| 8.    | «Climb Before the Fall (Hunolt, Souza, Holt)» | 5:38     |  |
| 9.    | «Architect of Pain (Gary Holt)»               | 11:02    |  |
| 10.   | «When It Rains It Pours (Gary Holt)»          | 4:20     |  |
| 11.   | «Good Day to Die (Hunolt, Souza, Holt)»       | 4:48     |  |
| 12.   | «Pump It Up (Elvis Costello)»                 | 3:10     |  |
| 13.   | «Feeding Time at the Zoo (Exodus)»            | 4:33     |  |
| 68:35 |                                               |          |  |

## Personal
- Steve Souza - Voz
- Gary Holt - Guitarra
- Rick Hunolt - Guitarra
- Michael Butler - Bajo
- John Tempesta - Baterìa

## Créditos
- Grabado en Battery Studios
- Producido y dirigido por Chris Tsangarides
- Asistente diseñado por Chris Marshall y Bedingham Sarah
- Mezclado por Steve Thompson y Michael Barbiero en Riversound, Nueva York , EE. UU.
- Grabación adicional y remezcla por Marc Senesac en The Plant, Sausalito , California, EE. UU.
- Masterizado por George Marino en Sterling Sound, Nueva York , EE. UU.
- Obras Artísticas por Ralph Steadman.